# 亨利·施特尔
亨利·施特尔（德語：Henry Stöhr，1960年6月6日—），德国男子柔道运动员。他曾代表东德、德国参加1988年和1992年夏季奥林匹克运动会柔道比赛，其中1988年奥运会获得一枚银牌。